# Marta Labazina
Marta Aleksándrovna Labazina –en ruso, Марта Александровна Лабазина– (25 de marzo de 1987) es una deportista rusa que compitió en judo. Ganó una medalla de plata en el Campeonato Europeo de Judo de 2013, en la categoría de –63 kg.

## Palmarés internacional
| Campeonato Europeo | Campeonato Europeo | Campeonato Europeo | Campeonato Europeo |
| Año                | Lugar              | Medalla            | Categoría          |
| ------------------ | ------------------ | ------------------ | ------------------ |
| 2013               | Budapest (Hungría) | Medalla de plata   | –63 kg             |